# Joaquín Ruiz-Giménez
Joaquín Ruiz-Giménez Cortés (Hoyo de Manzanares, 2 de agosto de 1913-Madrid, 27 de agosto de 2009) fue un catedrático, político y abogado español. Militante en su juventud de los círculos católicos, durante la dictadura franquista desempeñó importantes cargos, como director del Instituto de Cultura Hispánica, embajador de España ante la Santa Sede y ministro de Educación Nacional. Fue, asimismo, procurador en las Cortes franquistas.
Los disturbios universitarios de 1956 supusieron su cese como ministro y su alejamiento del poder, tras lo cual comenzó a distanciarse paulatinamente del régimen y a adoptar posiciones democratacristianas. Posteriormente fundó la revista Cuadernos para el Diálogo, en torno a la cual agrupó a diversas personalidades críticas con la dictadura. Tras la muerte de Franco fundó un nuevo partido y se presentó a las elecciones de 1977, si bien obtuvo un sonoro fracaso y se retiró de la política. Entre 1982 y 1987 ejerció el cargo de Defensor del Pueblo, de nueva creación.

## Biografía

### Orígenes y primeros años
Nacido en la localidad madrileña de Hoyo de Manzanares el 2 de agosto de 1913, era hijo de Joaquín Ruiz Jiménez (1854-1934), ministro liberal en el gobierno del conde de Romanones y alcalde de Madrid en cuatro ocasiones, y de Antonia Cortés Rodríguez de Llano.
Joaquín Ruiz-Giménez Cortés militó desde muy joven entre los estudiantes católicos, de cuya organización fue presidente. Estudió derecho en la Universidad Central y se licenció en 1934; posteriormente cursó estudios de Filosofía en el mismo centro hasta el comienzo de la Guerra civil. Tras el estallido de la contienda Ruiz-Giménez fue detenido junto a sus dos hermanos y puesto bajo custodia por las autoridades republicanas, con el objetivo de protegerle de las patrullas de milicianos. Con posterioridad logró pasar a la zona sublevada. Combatió en las filas del ejército franquista como alférez provisional.
Fue presidente de la organización internacional Pax Romana (1939-46). Doctor en Derecho y licenciado en Filosofía y Letras, obtuvo en 1943 la cátedra de Filosofía del Derecho y fue titular de la misma en las universidades de Sevilla, Salamanca y Madrid. En la década de 1940 su pensamiento se enmarcaba dentro de la línea neotomista mayoritaria.
En 1940 contrajo matrimonio con Mercedes Aguilar Otermín, con quien tuvo 11 hijos.

### Carrera política
Tras el final de la Segunda Guerra Mundial y la derrota de las potencias fascistas los círculos falangistas sufrieron una merma del poder político que detentaban, en contraste con el ascenso de los católicos. En este contexto Ruiz-Giménez inició su ascenso político. Fue el primer director del Instituto de Cultura Hispánica, sucesor del Consejo de la Hispanidad, entre 1946 y 1948. También ejerció como delegado nacional de Educación de FET y de las JONS.

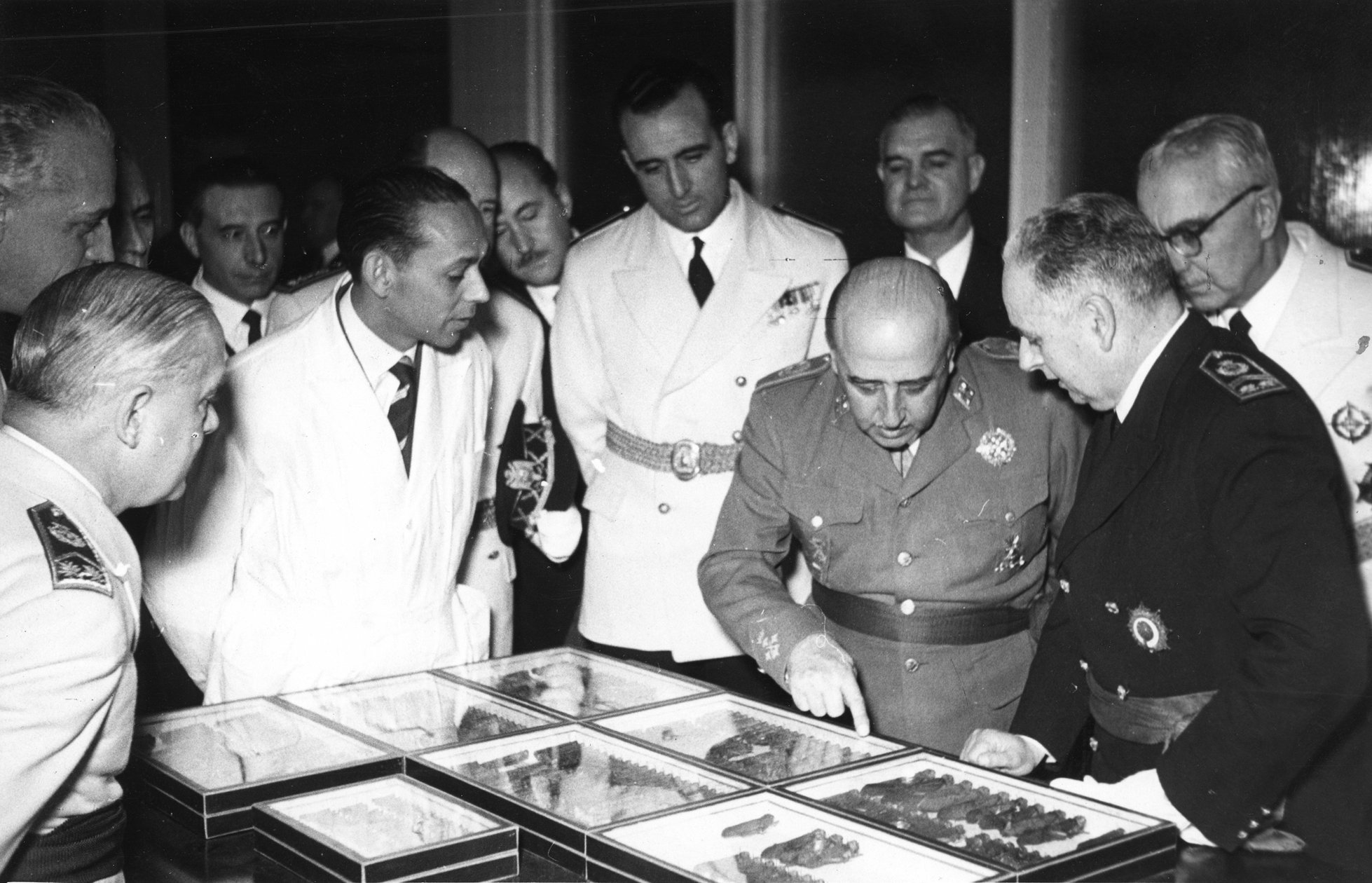
Fotografiado en 1954 (centro de la imagen) junto a Franco.

Entre 1948 y 1951 desempeñó el cargo de embajador ante la Santa Sede, durante las negociaciones del Concordato (firmado finalmente en 1953). 
En julio de 1951 fue designado ministro de Educación Nacional. Considerado un «falangista liberal», Ruiz-Giménez inició un proceso de reformas de las instituciones docentes; para ello se rodeó de colaboradores como Armando Durán, director general de Enseñanzas Técnicas, Sánchez de Muniain, director general de Enseñanzas Medias y de otros procedentes de Falange Española: nombró a Joaquín Pérez Villanueva como director general de Enseñanza Universitaria, a Pedro Laín Entralgo rector de la Universidad de Madrid y a Antonio Tovar de la Universidad de Salamanca. 
A iniciativa de Ruiz-Giménez, el falangista Jorge Jordana Fuentes fue nombrado jefe nacional del Sindicato Español Universitario (SEU). Durante estos años también tuvo a sus órdenes en el Instituto de Cultura Hispánica y como secretario general técnico a un joven Manuel Fraga.
Desde 1952 formó parte del Centro Europeo de Documentación e Información (CEDI) y fue uno de sus miembros más destacados. Asimismo, fue procurador en las Cortes franquistas y miembro del Consejo Nacional de FET y de las JONS.
En febrero de 1956 unos disturbios estudiantiles le enfrentaron al ministro de la Gobernación y pusieron al régimen en un aprieto, que se saldó con su destitución. Su intento de reforma, apertura y democratización del sistema educativo y universitario había fracasado, lo cual no fue tolerado por el régimen dictatorial.

### Cuadernos para el Diálogo
A partir de su salida del gobierno, Ruiz-Giménez se convirtió en un notorio crítico del sistema franquista. En 1963 fundó la revista Cuadernos para el Diálogo, fue su director y la convirtió en un foco de protesta de los democristianos avanzados, de los que fue cabeza en los últimos años de la dictadura. En noviembre de 1966 tuvo que abandonar la dirección por efectos de la Ley de Prensa que establecía la obligatoriedad de tener titulación y colegiación para poder dirigir un medio de comunicación. Durante estos años defendió a opositores ante el Tribunal de Orden Público. Esta posición crítica con el Gobierno, determinó que fuera criticado y acosado por la extrema derecha. Así, el 22 de mayo de 1967, sufrió un intento de agresión durante una conferencia sobre la encíclica Populorum progressio en Barcelona.

### Transición democrática
En febrero de 1967 fue elegido vicepresidente de la Asociación Española de Cooperación Europea (AECE). Convertido ya en una de las cabezas visibles de la oposición democrática, en 1970 mantuvo en Madrid un encuentro con el ministro de Asuntos Exteriores de Alemania occidental, Walter Scheel.
Fundador del partido Izquierda Democrática, de corte demócrata-cristiana, en 1975 participó en la constitución de la Plataforma de Convergencia Democrática junto a los representantes de otras fuerzas políticas —como el PSOE, la UGT, la Unión Social Demócrata, etc.—. En febrero de 1977, ya muerto Franco y en plena transición a la democracia, el partido fue legalizado por las autoridades. Ese mismo año Izquierda Democrática se integró en la Federación de la Democracia Cristiana.
De cara a las elecciones de 1977 Ruiz-Giménez presentó su candidatura al parlamento. Sin embargo, contra todo pronóstico, la Federación de la Democracia Cristiana no obtuvo ningún diputado. Izquierda Democrática sí logró obtener varios asientos en el Senado, si bien el partido entró en crisis y acabó disolviéndose en 1979. Tras este fracaso Ruiz-Giménez se retiró de la vida política.
Presidió el Club de Amigos de la Unesco de Madrid, donde destacó el miembro del partido comunista José Tono Martínez (dirigiendo VAM (Viernes Abiertos de Madrid), ciclos de conferencias,...).

### Últimos años

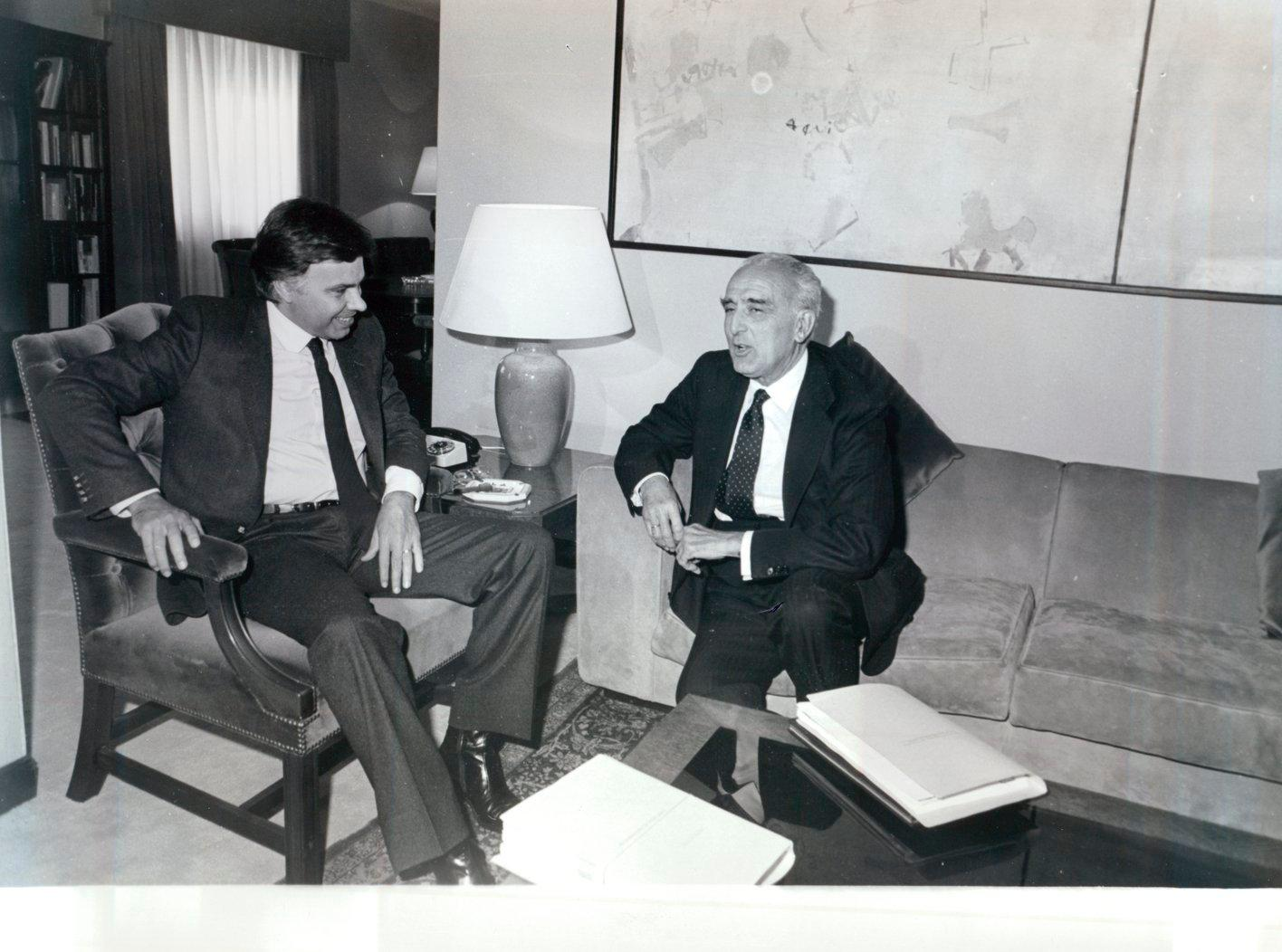
Ruiz-Giménez, defensor del Pueblo, recibido por Felipe González en 1983 en La Moncloa.

El 28 de diciembre de 1982 fue nombrado para el puesto de Defensor del Pueblo, y fue la primera persona en ejercer este cargo de nueva creación. Durante su mandato llegó a ser criticado por mantener una actitud sumisa respecto al gobierno de Felipe González. Continuó ejerciendo el cargo hasta su cese el 30 de diciembre de 1987. Desempeñó también otros puestos: presidente de UNICEF-España, entre 1989 y 2001, o vicepresidente del Instituto Internacional de Derechos Humanos. 
Falleció en su domicilio de Madrid a los 96 años, tras sufrir un infarto cerebral, en la mañana del 27 de agosto de 2009.
En la Biblioteca Diocesana de Córdoba se puede consultar la colección bibliográfica donada a la diócesis de Córdoba. Su archivo, compuesto fundamentalmente por correspondencia personal y oficial, conferencias, informes, fotografías, documentos personales y documentación relativa a sus etapas en UNICEF, como Defensor del Pueblo y otros cargos públicos, está depositado en la Biblioteca de la Universidad Carlos III de Madrid.

## Obras
- — (1944). La concepción institucional de derecho.
- — (1945). Introducción elemental a la filosofía cristiana.
- — (1945). Derecho y vida humana.
- — (1963). Del ser de España.[29]

## Galardones

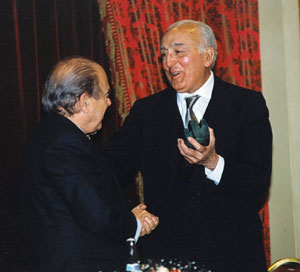
Recepción de la V Edición del Premio Blanquerna correspondiente a 1997

- Gran Cruz de la Orden de Isabel la Católica (julio de 1947)
- Gran Cruz del Mérito, con banda, de la Orden de Malta (1951)
- Caballero de la Orden del Santo Sepulcro de Jerusalén (febrero de 1953)
- Gran Cruz de la Orden de Bernardo O'Higgins (noviembre de 1954)
- Gran Cruz de la Orden de Alfonso X el Sabio (marzo de 1956)[30]
- Hijo adoptivo de Calonge (1984)[31]
- Doctor honoris causa por la Universidad Carlos III de Madrid (1997)
- Orden del Mérito Constitucional (1991)[32]

- V Edición del Premio Blanquerna (1997)[33][34]

- Gran Cruz de la Orden Civil de la Solidaridad Social (1998)[35]
- Doctor honoris causa por la Universidad de Jaén[36] (2001)
- Premio OCU al Consumo (2008)
- Premio Pelayo (2008)